# 雅氏孔雀鯛
雅氏孔雀鯛，為輻鰭魚綱鱸形目隆頭魚亞目慈鯛科的其中一種，分布於非洲馬拉威湖流域，為特有種，體長可達15公分，棲息在岩石底質水域，以小型無脊椎動物為食，可做為觀賞魚。